# روجر کاروالیو
روجر کاروالیو (به پرتغالی: Roger de Carvalho) مدافع اهل برزیل است که در شهر Arapongas و در تاریخ ۱۰ دسامبر ۱۹۸۶ به دنیا آمده‌است.
روجر کاروالیو در تیم‌های فوتبال Iraty سابقهٔ حضور دارد.